# Nu'uuli
Nu'uuli es una aldea en la costa este central de Tutuila, Samoa Americana. Se encuentra en una península a varias millas del Aeropuerto Internacional de Pago Pago. Nu'uuli se encuentra entre el aeropuerto internacional Pago Pago y Coconut Point. Es un distrito comercial que alberga tiendas como South Pacific Traders, el centro comercial Nu'uuli, el supermercado Aiga y muchas más tiendas.
Es la quinta aldea más grande en área de tierra en Samoa Americana y la segunda más grande en Tutuila Island. Se extiende a ambos lados de la línea entre el  Distrito Este y el  Distrito Oeste. Esto lo convierte en el único pueblo de Samoa Americana que ocupa dos distritos. Tiene una superficie total de 7,87 km2, con 6,23 km2 en el Distrito Este y 1,64 km2 en el Distrito Oriental. Su población total según el Censo de 2012 era 3.955, con la porción del Distrito Este conteniendo 2.844 personas y la porción del Distrito Oeste 2.310 personas.
La Primera Dama Lady Bird Johnson dedicó la Escuela Primaria Manulele Tausala en Nu'uuli el 10 de octubre de 1966. La escuela lleva el nombre de la primera dama.
Nu'uuli tiene una de las tasas de criminalidad más altas de Samoa Americana. El primer programa de vigilancia en el territorio fue establecido aquí por el  Departamento de Seguridad Pública en 2014.